# پل آلیویساتوس
پل آلیویساتوس (متولد ۱۲ نوامبر ۱۹۵۹) دانشمند آمریکایی‌تبار یونانی است که به عنوان پیشگام در توسعه نانو مواد مورد استقبال قرار گرفته‌است، و یک مرجع شناخته شده بین‌المللی در ساخت نانوکریستال‌ ها و استفاده از آنها در زیست پزشکی و برنامه‌های انرژی تجدید پذیر می باشد. او در لیست منتشر شده توسط تامسون رویترز در رده پنجم در بین ۱۰۰ شیمی‌دان برتر جهان قرار دارد. در سال ۲۰۰۹، او به عنوان مدیر آزمایشگاه ملی لارنس برکلی و در سال ۲۰۱۴ به عنوان برنده نشان ملی علوم معرفی شد.
در سال ۲۰۱۶ وی به عنوان معاون صدر اعظم تحقیقات برکلی منصوب شد. از تاریخ ۱ ژوئیه ۲۰۱۷، وی معاون اجرایی و خدمات مشاوره ای دانشگاه کالیفرنیا، برکلی است و به عنوان معاون صدراعظم تحقیقات به صورت موقت ادامه خواهد داد.
آلیویساتوس همچنین استاد برجسته سامسونگ در علوم نانو و تحقیقات فناوری نانو و استاد شیمی و علم و مهندسی مواد در UC برکلی است. علاوه بر این، او مدیر مؤسسه انرژی نانوساینس (ENSI)، یک مؤسسه جدید در پردیس UC Berkeley را که توسط بنیاد کاولی راه اندازی شده‌است، جهت کشف کاربرد نانو علوم در فناوری‌های انرژی پایدار، هدایت می‌کند.

## اوایل زندگی
پل آلیویساتوس در شیکاگو، ایلینویز متولد شد، جایی که او تا سن ۱۰ سالگی زندگی می‌کرد، هنگامی که خانواده اش به آتن یونان نقل مکان کردند. آلیوویساتوس دربارهٔ سالهای اقامت خود در یونان گفته‌است که این یک تجربه عالی برای او بود زیرا او مجبور بود زبان و فرهنگ یونانی را بیاموزد و سپس با دانش آموزان پیشرفته تر آشنا شود. وی در مورد این تجربه گفته‌است: «وقتی چیزی جالب دیدم، تلاش برای من بود که بتوانم آن را به بهترین شکل ممکن درک کنم.» آلیویساتوس برای شرکت در دانشگاه شیکاگو در اواخر دهه هفتاد به ایالات متحده بازگشت.

## آموزش و شغل
در سال ۱۹۸۱، آلیویساتوس لیسانس شیمی را از دانشگاه شیکاگو به دست آورد. در سال ۱۹۸۶، وی مدرک دکترا در شیمی فیزیک را از دانشگاه کالیفرنیا، برکلی، تحت نظر چارلز هریس گرفت. پایان‌نامه دکترا او مربوط به فوتوفیزیک مولکولهای برانگیخته الکترونیکی در نزدیکی سطوح فلزی و نیمه هادی بود. وی سپس به آزمایشگاه‌های AT&T بل پیوست و با لوئیس ئی. بروس همکاری کرد و تحقیقات خود را در زمینه فناوری نانو آغاز کرد.
آلیویساتوس در سال ۱۹۸۸ به عنوان استادیار شیمی به UC برکلی بازگشت. وی از سال ۱۹۹۸ تا ۲۰۰۱ به عنوان استاد تمام مشغول به کار بود، و در سال ۱۹۹۹ به عنوان استاد علوم و مهندسی مواد اضافه شد.
آلیویساتوس در سال ۱۹۹۱ به آزمایشگاه ملی لارنس برکلی (یا آزمایشگاه برکلی) بخش علوم مواد پیوست. از سال ۲۰۰۵ تا ۲۰۰۷ آلیوویساتوس به عنوان مدیر آزمایشگاه دانشیار برکلی در حوزه علوم فیزیکی فعالیت داشت. در سال ۲۰۰۸، او به عنوان معاون آزمایشگاه تحت مدیر آزمایشگاه برکلی استیون چو، و سپس به عنوان مدیر موقت هنگامی که چو کناره‌گیری کرد به عنوان وزیر انرژی منصوب شد. وی در تاریخ ۱۹ نوامبر ۲۰۰۹ توسط هیئت رئیسه دانشگاه کالیفرنیا به توصیه مارک یودوف رئیس‌جمهور UC و با هماهنگی وزارت انرژی ایالات متحده به عنوان هفتمین مدیر آزمایشگاه برکلی منصوب شد.
استیون چو ، وزیر انرژی خاطرنشان کرد که آلیوویساتوس "دانشمندی باورنکردنی است که قضاوت باورنکردنی در مورد موضوعات مختلف دارد. او بی سر و صدا و آرام است و توانایی الهام بخشیدن به مردم را دارد … [و می‌تواند] پروژه‌هایی را از علم مواد به برنامه‌های دنیای واقعی ببرد. "

## تحقیقات علوم نانو
آلیویساتوس یک مرجع بین‌المللی شناخته شده در زمینه نانوشیمی و پیشگام در سنتز نقاط کوانتومی نیمه هادی و نانوساختارهای مصنوعی چند شکل است. علاوه بر این، او یک متخصص جهانی در شیمی بلورهای نانو است. یکی از مقالات وی (Science، ۲۷۱: ۹۳۳–۹۳۷، ۱۹۹۶) بیش از ۹٬۱۰۰ بار استناد شده‌است.
علاوه بر این، استفاده او از DNA در این زمینه (فناوری نانو دی ان ای) تطبیق پذیری این مولکول را نشان داده‌است. او از آن برای هدایت رشد کریستال و ایجاد مواد جدید استفاده کرده‌است، حتی برای اندازه‌گیری فواصل نانو مقیاس (به Nature Nanotechnology, 1: 47-52, 2006، مراجعه کنید).
وی به عنوان نخستین کسی شناخته شده‌است که نشان می‌دهد نانوکریستال‌های نیمه هادی می‌توانند به شکل‌های پیچیده دو بعدی، برخلاف حوزه‌های ساده یک بعدی رشد کنند. آلیویساتوس ثابت کرد که کنترل رشد نانوکریستال‌ها کلید کنترل اندازه و شکل آنها است. این دستاورد باعث تغییر در چشم‌انداز فناوری نانو شد و زمینه را برای استفاده از برنامه‌های جدید بالقوه از جمله تشخیص بیولوژیکی، سلولهای فتوولتائیک انقلابی و مواد LED هموار کرد.

### نانوبلورها
نانو کریستال‌ها از چند صد تا ده‌ها هزار اتم جمع می‌شوند که به شکل بلوری ماده معروف به «خوشه» درآمده اند. به‌طور معمول قطر چند نانومتر، نانو کریستال‌ها از مولکول‌ها بزرگتر هستند اما از مواد جامد تجمع یافته کوچکتر هستند، بنابراین اغلب دارای خواص فیزیکی و شیمیایی در مکانی هستند. با توجه به اینکه یک نانوکریستال تقریباً تمام سطح و فاقد داخلی است، با رشد اندازه کریستال، خواص آن می‌تواند بسیار متفاوت باشد.

### انتقال فناوری و تأثیر ترجمه
آلیویساتوس بنیانگذار شرکت Quantum Dot است، شرکتی که برچسب‌های نانو مقیاس بلوری را تولید می‌کند که در مطالعه رفتار سلولی مورد استفاده قرار می‌گیرد. (نقاط کوانتومی اکنون بخشی از Technologies Life است. وی همچنین شرکت نانوسیس نانوتکنولوژی، و سولکسانت را راه اندازی کرد، یک استارتاپ فتوولتائیک که از آن زمان به عنوان سیوا پاور مجدداً راه اندازی شده‌است. تحقیقات او منجر به توسعه کاربردهایی در طیف وسیعی از صنایع، از جمله تصویربرداری زیستی (برای مثال، استفاده از نقاط کوانتومی برای برچسب زدن درخشان بافت بیولوژیک) شده‌است. فناوری‌های نمایش (فیلم قابل انتشار نقاط کوانتومی در تبلت Kindle Fire HDX یافت می‌شود). و انرژی تجدید پذیر (کاربردهای خورشیدی نقاط کوانتومی).

## ثبت اختراعات ایالات متحده
بیش از ۲۰ عدد تا سال ۲۰۱۴.

## جوایز و افتخارات
- جایزه محقق جوان ریاست جمهوری ۱۹۹۱–۱۹۹۵؛
- کمکهای بنیاد آلفرد پی اسلون، ۱۹۹۱؛[۲۸]
- بورس شیمیایی ACS Exxon شیمی جامد، ۱۹۹۱؛[۲۹]
- جایزه کوبلنتز برای پیشرفت در طیف‌سنجی مولکولی، ۱۹۹۴؛[۳۰]
- جایزه ویلسون در هاروارد؛
- جایزه وزارت انرژی برای موفقیت علمی برجسته در شیمی مواد، ۱۹۹۴
- جایزه پژوهشگر جوان برجسته انجمن تحقیقات مواد، 1995[۳۱]
- جایزه وزارت انرژی برای تحقیقات برجسته پایدار در شیمی مواد، ۱۹۹۷
- جایزه انجمن شیمیایی کلوئید و سطح شیمیایی آمریکا، ۲۰۰۵؛[۳۲]
- جایزه EO لارنس، ۲۰۰۶؛[۳۳]
- جایزه Eni Italgas برای انرژی و محیط زیست، ۲۰۰۶؛[۳۴]
- جایزه رتبه (Optoelectronic)، ۲۰۰۶؛[۳۵]
- جایزه فارغ التحصیلان برجسته دانشگاه شیکاگو (دستاورد حرفه ای)، ۲۰۰۶؛[۳۶]
- سخنرانی برجسته در علوم نانو، انجمن تحقیقات مواد، ۲۰۰۸؛[۳۷]
- جایزه نانو، جامعه بین‌المللی علوم نانومقیاس، محاسبات و مهندسی، ۱۳۸۸؛[۳۸]
- Medaglia teresiana، دانشگاه پاویا، (۲۰۱۰)؛[۳۹]
- جایزه لینوس پائولینگ، ۲۰۱۱؛[۴۰]
- جایزه فون هیپل، انجمن تحقیقات مواد، ۲۰۱۱؛[۴۱]
- جایزه ولف در شیمی، ۲۰۱۲؛[۴۲]
- مدال ملی علوم، 2014.[۶][۴۳]
- جایزه ACS در شیمی مواد، ۲۰۱۴؛[۴۴]
- جایزه Axion، انجمن حرفه ای یونان آمریکا، ۲۰۱۵؛[۴۵]
- جایزه یادبود اسپیرز، انجمن سلطنتی شیمی، ۲۰۱۵؛[۴۶]
- جایزه دن دیوید برای آینده، 2016.[۴۷]
- جایزه NAS در علوم شیمیایی، ۲۰۱۷؛[۴۸]

## سخنرانی‌ها، گفتگوها و پانل‌های قابل توجه
- پانل "دولت رشد: سیاست و سیاستی که نوآوری را تقویت می‌کند" در اجلاس سرانجام سال ۲۰۱۴ آمریکا.
- سخنرانی افتتاحیه "علوم مواد نانو" برای سمپوزیوم بزرگداشت ۵۰ سالگی آزمایشگاه شتاب‌دهنده ملی SLAC، ۲۴ آگوست ۲۰۱۲.
- "فناوری نانو - پتانسیل و تهدیدات" در سمپوزیوم مولکولی مرزی در آکادمی علوم سلطنتی سوئد، استکهلم، سوئد، مه ۲۰۱۲.
- "فناوری نانو و جامعه" با محققان علمی و فناوری کاربردی در دانشگاه کالیفرنیا، برکلی صحبت می‌کند. ۵ دسامبر ۲۰۰۷.